# Joseph-Eugène Lacroix
Joseph-Eugène Lacroix (Parigi, 19 marzo 1814 – Le Vésinet, 30 gennaio 1873) è stato un architetto francese.

## Biografia
Figlio di un domestico della regina Ortensia di Beauharnais (madre del futuro Napoleone III) che egli seguì nel suo esilio presso il castello di Arenenberg, Joseph-Eugène Lacroix aveva dei legami di nascita con la famiglia imperiale, tanto più che sua sorella Ortensia non era altro che la figlioccia della regina e la sua segretaria. Dopo il decesso del padre di Joseph-Eugène, sua madre divenne governante del Palazzo Ruspoli, a Roma, città dove Joseph-Eugène Lacroix compì i suoi studi.
Nel 1834, Ortensia Lacroix sposò il pittore Sébastien Cornu che permetterà a suo cognato di realizzare il Municipio del XI arrondissement di Parigi nel 1845 e il restauro della chiesa di Saint-Germain a Vitry-sur-Seine nel 1846.
L'ascesa al potere di Napoleone III, di cui egli era parente, fece la sua fortuna. Nel 1851, gli furono affidati i restauri della chiesa di Saint-Leu-Saint-Gilles a Saint-Leu-la-Forêt, che allora ospitava le tombe di Carlo Maria Buonaparte, padre di Napoleone I, e quella di Giuseppe Bonaparte, effimero re di Napoli e poi di Spagna.
In seguito fu nominato collaboratore di Louis Visconti al Palazzo delle Tuileries, prima di diventare architetto del Palazzo dell'Eliseo nel 1852. 
Qui egli vi fece ricostruire le dépendance e i saloni, e isolò il palazzo a ovest tagliando la rue de l'Élysée. Egli inoltre fece costruire l'attuale portale d'ingresso, con il suo portico a forma di arco di trionfo. Nello stesso anno fece restaurare a Rueil-Malmaison la chiesa dei Santi Pietro e Paolo, che ospita le spoglie dell'imperatrice Giuseppina e della figlia Ortensia.
A partire dal 1863, l'omonimo editore belga Albert Lacroix gli affidò l'incarico di erigere un palazzo e alcune ville sovrastanti la spiaggia di Saint-Enogat, a Dinard.
Nel 1870, fu nominato architetto diocesano presso la diocesi di Viviers.